# کبوترخانه فشارود
کبوتر خانه فشارود مربوط به دوره قاجار است و در شهرستان خمین، بخش مرکزی، دهستان گله زن، روستای فشارود واقع شده و این اثر در تاریخ ۲۶ اسفند ۱۳۸۶ با شمارهٔ ثبت ۲۲۰۶۹ به‌عنوان یکی از آثار ملی ایران به ثبت رسیده است.